# Yurika Akiyama
Pour les articles homonymes, voir Akiyama.
Yurika Akiyama (秋山ゆりか, Akiyama Yurika) est une chanteuse et idole japonaise née le 19 octobre 1992, ancienne membre du groupe féminin de J-pop THE Possible.

## Biographie
Yurika Akiyama débute en 2004 ,sélectionnée dans le cadre du Hello Pro Egg, puis forme THE Possible en 2006 au sein du Hello! Project. Elle est "graduée" du H!P en 2007 lors du transfert de son groupe sur le label TNX de son producteur Tsunku, dans le cadre du Nice Girl Project!.
Elle joue en 2011 dans le film Cheerfu11y (en).
Le 10 août 2015, elle quitte le groupe (qui venait d'être renommé Ciao Bella Cinquetti), après avoir sorti avec lui six albums et une vingtaine de singles.

## Liens
- (ja) Blog officiel